# Burgruine Sulzberg
Die Burgruine Sulzberg ist eine mittelalterliche Burgruine im Landkreis Oberallgäu in Schwaben. Die Anlage liegt etwa 500 Meter südwestlich des Ortes Sulzberg und war ursprünglich der Sitz der Herren von Sulzberg und später der Herren von Schellenberg.

## Geschichte

### Herren von Sulzberg
1176 wird das Geschlecht der Sulzberger erstmals erwähnt und der Bau der Burganlage wird um 1170 angenommen. Die Herren von „Sulciberch“ standen in Diensten des Stifts Kempten und gehören zu den einflussreichsten Adelsfamilien im Allgäu.
Um 1240 etablierte sich ein Familienzweig der Sulzberger auch im Bodenseeraum und gründete dort ebenfalls eine Burg – das Schloss Sulzberg in Goldach bei Rorschach.

### Herren von Schellenberg
1359 starb die männliche Linie der Sulzberger aus. Die Burg fiel bis 1525 in den Besitz der anverwandten Schellenberger. Diese gehörten damals zu den bedeutendsten Adelsfamilien in Süddeutschland mit weitreichenden Besitzungen im Allgäu, in Vorarlberg sowie im Hochrheingebiet.
Von 1480 bis 1485 baute Marquard von Schellenberg die Burg aus und benannte sie zu Ehren seines Dienstherrn Erzherzog Sigismund von Österreich „Schloss Sigmundsruh“.
1525 verschanzten sich angeblich während des Bauernkrieges „einige tausend“ Aufständische  auf dem nahen Kohlenberg. Möglicherweise wurde damals auch die Burg Sulzberg geplündert, da die Bauern sich auf den Burgen Wagegg, Rettenberg und Sulzberg mit Pulver versorgt haben sollen. Allerdings sind in den Quellen keine Nachweise einer Eroberung auffindbar. Brand- und Planierschichten im Burgareal deuten jedoch auf umfangreiche Zerstörungen hin.

### Fürststift Kempten
Friedrich von Freyberg-Eisenberg erhielt die Burg 1525, er verkaufte sie jedoch schon im Folgejahr an den Fürstabt von Kempten. Der Verkauf dürfte zumindest teilweise auf die Zerstörungen des Bauernkrieges zurückzuführen sein.
Fürstabt Sebastian von Breitenstein konnte zum Ankauf die Geldmittel verwenden, die er erst kurz zuvor von der Reichsstadt Kempten erhalten hatte. Durch den sogenannten „Großen Kauf“ erwarb die Reichsstadt damals sämtliche Rechte des Stifts in ihrem Gebiet. Die Sulzberger behielten allerdings das Patronatsrecht der Pfarrkirchen zu Sulzberg, Heimenkirch, Mosbach und Ried.
Die Veste diente fortan bis zu ihrer Auflassung als Amtssitz des Pflegeamtes Wolkenstein-Sulzberg. Während des Dreißigjährigen Krieges kam es erneut zu Beschädigungen. 1648 räumte man deshalb die letzten bewohnbaren Räume aus. In einem am 7. August 1648 ausgefertigten „Inventarium“ wurden nahezu sämtliche Gegenstände dokumentiert, die sich damals noch auf dem Schloss befanden. Der Fürstabt bemühte sich sogar persönlich nach Sulzberg, um einige Stücke an sich zu nehmen. Als wertvollstes Inventar werden vier Silberlöffel in einem Mahagonikästchen genannt. Bemerkenswert war die gute Ausstattung der Schlossküche mit Gewürzen wie Pfeffer, Zimt, Muskatnuss, Ingwer, Nelken und gelbem Kandiszucker.
Die Aufgabe der Burg steht sicherlich auch mit der angespannten finanziellen Situation des Stiftes in Zusammenhang. Als Jagd- und Sommersitz stand dem Fürstabt neben einigen anderen Schlössern das 1642 renovierte Schloss Wagegg zur Verfügung, das wesentlich komfortabler ausgestattet war als die alte Höhenburg am Alpenrand. Der geplante Bau der Fürstäbtlichen Residenz zu Kempten und der Stifts- und Pfarrkirche St. Lorenz zwangen zu Sparmaßnahmen.
Das verlassene Burgschloss diente anschließend der Bevölkerung der Umgebung als willkommener Steinbruch. 1729 werden letztmals Zinsen erwähnt, die „von Schloß und Berg Sulzberg zu Lehen gehen“.

### Sanierung
1953 wurden erste Restaurierungsmaßnahmen am Bergfried durchgeführt. Man entfernte eine an die Ostwand angebaute kleine Skisprungschanze und vermauerte einige große Ausbrüche am südlichen Turmfuß.
1984 gründeten einige engagierte Heimatfreunde wegen des desolaten Zustandes der Ruine den „Verein der Burgfreunde Sulzberg“ und begannen unter ihrem Vorsitzenden Willy Bechteler mit der Sanierung der Anlage. Die „Burgfreunde“ wurden durch den „Allgäuer Burgenverein“ unterstützt und beraten.
Diese frühen Arbeiten wurden noch ohne wissenschaftliche Begleitung durch das Landesamt für Denkmalpflege oder akademische Bauforscher durchgeführt. Sie gelten heute in Fachkreisen als typische Beispiele der „Burgensanierungswelle“ der 1970er und 1980er Jahre. In der Literatur wird die Burg deshalb manchmal zusammen mit der mittelfränkischen Burg Treuchtlingen und der nahen Burg Laubenbergerstein als Musterfall einer missglückten Burgsanierung bezeichnet. Allerdings wären ohne das Eingreifen der Gemeinde und des Vereines große Substanzverluste erfolgt, welche die Silhouette der Ruine deutlich verändert hätten.
Durch das Engagement Peter Pfisters (Grabungstechniker der Stadtarchäologie Kempten) konnten 1991/92 umfangreiche archäologische Untersuchungen im Hauptburgbereich durchgeführt werden, deren Ergebnisse 1995 publiziert wurden (Behrer: Burg Sulzberg). Seitdem werden die – noch nicht abgeschlossenen – Sanierungsmaßnahmen wissenschaftlich begleitet. Zahlreiche Originalfunde werden im kleinen Burgmuseum in dem 24 Meter hohen Bergfried ausgestellt. Das Museum hat an Sonn- und Feiertagen nachmittags geöffnet. Zu diesen Zeiten ist auch die Aussichtsplattform auf dem Turm zugänglich, die einen guten Ausblick auf das nördliche Oberallgäu bietet.

## Beschreibung

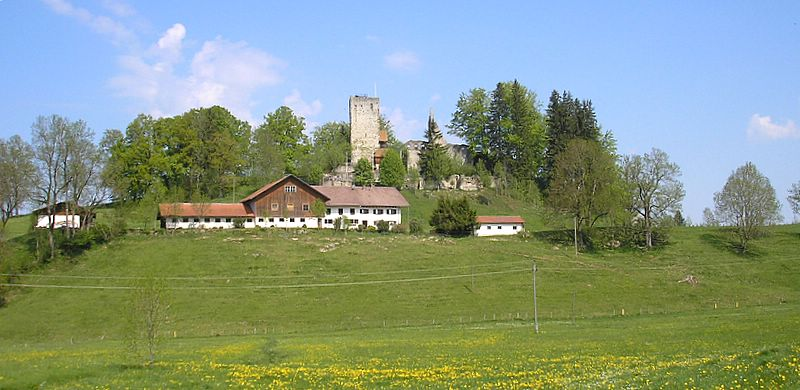
Ansicht von Südosten

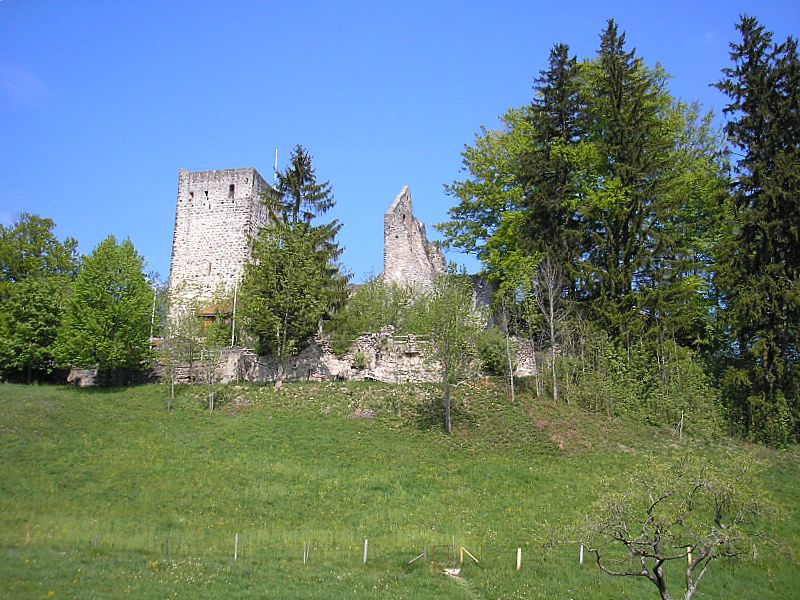
Die Ostseite der Hauptburg

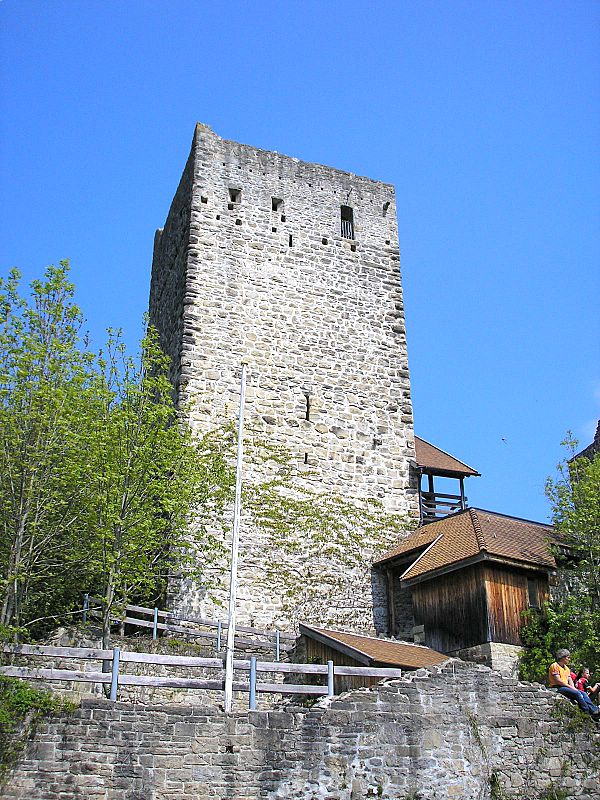
Der sanierte Bergfried

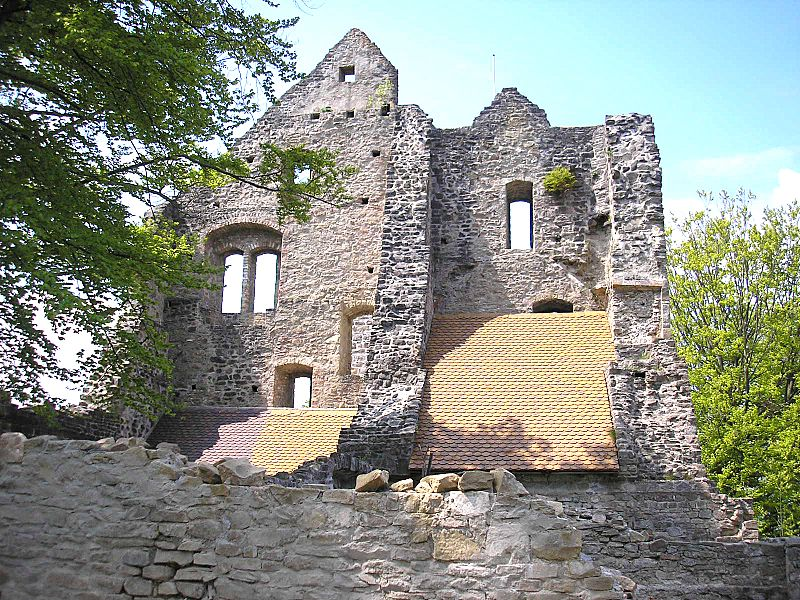
Der Wohnturm der hochmittelalterlichen Burg (rechts)

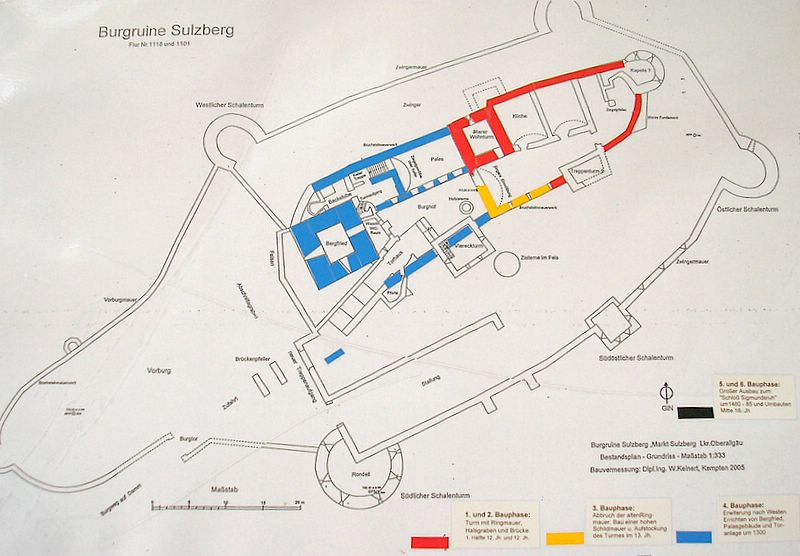
Baualtersplan auf der Infotafel im Halsgraben

Die Höhenburg liegt etwa 500 Meter südwestlich von Sulzberg auf einem bewaldeten 779 m ü. NN hohen Sandsteinhügel. Das Baumaterial wurde größtenteils am Ort abgebaut oder stammt aus der näheren Umgebung. Der südlich unterhalb der Ruine gelegene Bauernhof geht auf den ehemaligen Wirtschafts- bzw. Bauhof der Veste zurück.
Die hochmittelalterliche Burg wird von den Resten der Ringmauer bzw. Zwingeranlage des Spätmittelalters umgeben. Am besten hat sich der Südteil des Zwingers erhalten. Die Mauerreste sind allerdings größtenteils noch nicht saniert. Die Außenbefestigung war durch vier runde Artillerietürme bewehrt. Aus der südlichen Zwingermauer springt zusätzlich ein kleinerer, rechteckiger Schalenturm aus.
Im Westen ist der Hauptburg eine kleine Vorburg vorgelagert, deren niedrige Umfassungsmauer weitgehend erneuert ist. Der ursprüngliche Burgweg zog von Nordosten um das Vorwerk. Eine Brücke überspannte den tiefen Halsgraben vor der Hauptburg. Heute ist der Südbereich des Grabens weitgehend verschüttet, so dass man direkt in den Zwingerbereich der Hauptburg eintreten kann.
Im Norden schützte der mächtige, quadratische Bergfried das Tor. Die Bekrönung ist nur auf der Westseite noch original erhalten. Die sonstigen Mauerflächen wurden im Zuge der Sanierungsmaßnahmen wieder aufgemauert. Wegen der umfangreichen Veränderungen durch den Burgverein sind baugeschichtliche Untersuchungen des Turmes nur noch sehr eingeschränkt möglich. Der ursprüngliche Hocheingang lag auf der Ostseite.
Über eine steile Rampe steigt man in den kleinen Burghof auf. Seit der Sanierung versperrt ein Gitter außerhalb der Öffnungszeiten den Zugang zum kleinen Burgmuseum im Bergfried. Der romantisierende hölzerne Torbau stammt ebenfalls aus dieser Zeit. Im Norden begrenzen die Reste des Palas den Hof. Dieser Bauteil entstand zusammen mit dem Bergfried um 1300, als die Burg nach Westen erweitert wurde.
Durch ein modernes Holztor betritt man den ältesten Bereich im Osten der Kernburg. Der sanierte Westgiebel des Hauptgebäudes ist noch etwa 14 Meter hoch. Im Norden erkennt man die Westwand des ursprünglichen Wohnturmes der hochmittelalterlichen Burganlage. Diese erste kleine Ursprungsburg war durch einen etwa vier Meter tiefen Halsgraben gesichert, der beim Ausbau um 1300 aufgefüllt wurde. Der halbrunde Turmstumpf am Ostende der Kernburg könnte die Burgkapelle beherbergt haben. Ende des 15. Jahrhunderts modernisierte man den Ostteil der Veste und erweiterte die Anlage zum „Schloss Sigmundsruh“.
Die Sanierung der großen Burgruine wird in Fachkreisen oft als zu rustikal kritisiert. Zahlreiche Ergänzungen und Ausmauerungen sind teilweise durch Putzbänder vom Originalbestand zu unterscheiden. Während der ersten Sanierungsmaßnahmen der Jahre 1984 bis 1990 wurden wichtige Originalbefunde undokumentiert beseitigt. Ab 1990 unterstützten und berieten Fachleute die Gemeinde und den Burgverein. Der Bereich der hochmittelalterlichen Kernburg war damals noch unberührt, so dass hier 1991/92 umfangreiche archäologische Untersuchungen durchgeführt werden konnten.
Die Ruine zählt heute zu den am besten erforschten und dokumentierten mittelalterlichen Burganlagen der Region. Trotz der anfangs etwas unglücklich durchgeführten Sanierungsmaßnahmen wurde hier eines der bedeutendsten Baudenkmäler des Allgäus durch das Engagement zahlreicher freiwilliger Helfer langfristig in seinem Bestand gesichert. Vor Sanierungsbeginn war besonders die Giebelwand hinter dem Bergfried akut substanzgefährdet.

### Bauphasen
Die Anlage entstand im Wesentlichen in sechs Abschnitten. Ab der ersten Hälfte des 12. Jahrhunderts entstand im Osten des Sandsteingrates eine kleine Turmburg mit Ringmauer, Halsgraben und Brücke, die während des 12. Jahrhunderts nochmals ausgebaut wurde.
Im 13. Jahrhundert brach man die alte Ringmauer ab, stockte den Wohnturm auf und errichtete eine hohe Schildmauer über dem Haupttor.
Um 1300 wurde die Burg nach Westen erweitert. Den Torbereich sicherte ein mächtiger Bergfried. Zusätzlich entstanden ein neuer Palas, eine Zisterne und das neue Haupttor.
Gegen 1480–85 erweiterte man die Höhenburg durch Zwingeranlagen mit Geschützrondellen. Nach Westen schützte ein breiter Halsgraben die Hauptburg. Als Torsicherung wurde ein dreieckiges Vorwerk vor dem Graben angelegt. Den Süden der Kernburg sicherte zusätzlich ein niedriger quadratischer Turmbau.
Mitte des 16. Jahrhunderts wurde die große Schlossburg nochmals umgebaut. Nach den umfangreichen Zerstörungen während des Dreißigjährigen Krieges gab man die Veste 1648 endgültig auf.
In der mittelalterlichen Pfarrkirche des nahen Ortes Sulzberg hat sich ein spätgotischer Flügelaltar (um 1490) erhalten.